# Franz Kessler (Unternehmen)
Die Franz Kessler GmbH ist ein mittelständisches Unternehmen der Kessler Gruppe aus Bad Buchau am Federsee. 
Kessler hat sich auf Komponenten für Werkzeugmaschinen spezialisiert und produziert neben Motorspindeln direkt angetriebene Gabelfräsköpfe und Dreh-Schwenktische.
Das Unternehmen war einer der ersten Hersteller von Motorspindeln und hat zur Entwicklung dieser Produktgattung beigetragen. Neben den Serienprodukten entwickelt das Unternehmen in kleinen Serien Motoren, Spindeln und Schwenkachsen für präzise und hochdynamische Anwendungen und Leistungsanforderungen. Neben Drehtischen und klassischen Elektromotoren fertigt Kessler Motorspindeln für Dreh-, Fräs- und Schleifmaschinen. Das Produktportfolio bedient heute verschiedene Branchen, Verfahren und Anwendungen.

## Geschichte
Der Maschinenbauingenieur Franz Kessler gründete 1923 in Chemnitz ein Unternehmen, das sich mit der damals aufkommenden elektrischen Antriebstechnik befasste. In den Anfängen produzierte das  Unternehmen Gleichstrommotoren für Werkzeug- und Textilmaschinen. Im Werkzeugmaschinenbau konnte sich Kessler durch die Ausrüstung von Schleifmaschinen mit Gleichstrommotoren und dazugehörigen Umformern einen guten Ruf erarbeiten und so überregional Kunden gewinnen. Bei den alliierten Luftangriffen auf Chemnitz 1944 wurden die Betriebsgebäude von Kessler so schwer beschädigt, dass das Unternehmen nach Grüna nahe Chemnitz ausgelagert werden musste. Nach dem Zweiten Weltkrieg siedelte Franz Kessler ins oberschwäbische Buchau um, wo er am 2. Januar 1950 im Alter von 60 Jahren erneut ein Unternehmen gründete – das Kessler-Motoren-Werk. In diesem begann Franz Kessler mit der Entwicklung und Produktion von Werkzeugmaschinenantrieben.

## Produktionsstandorte

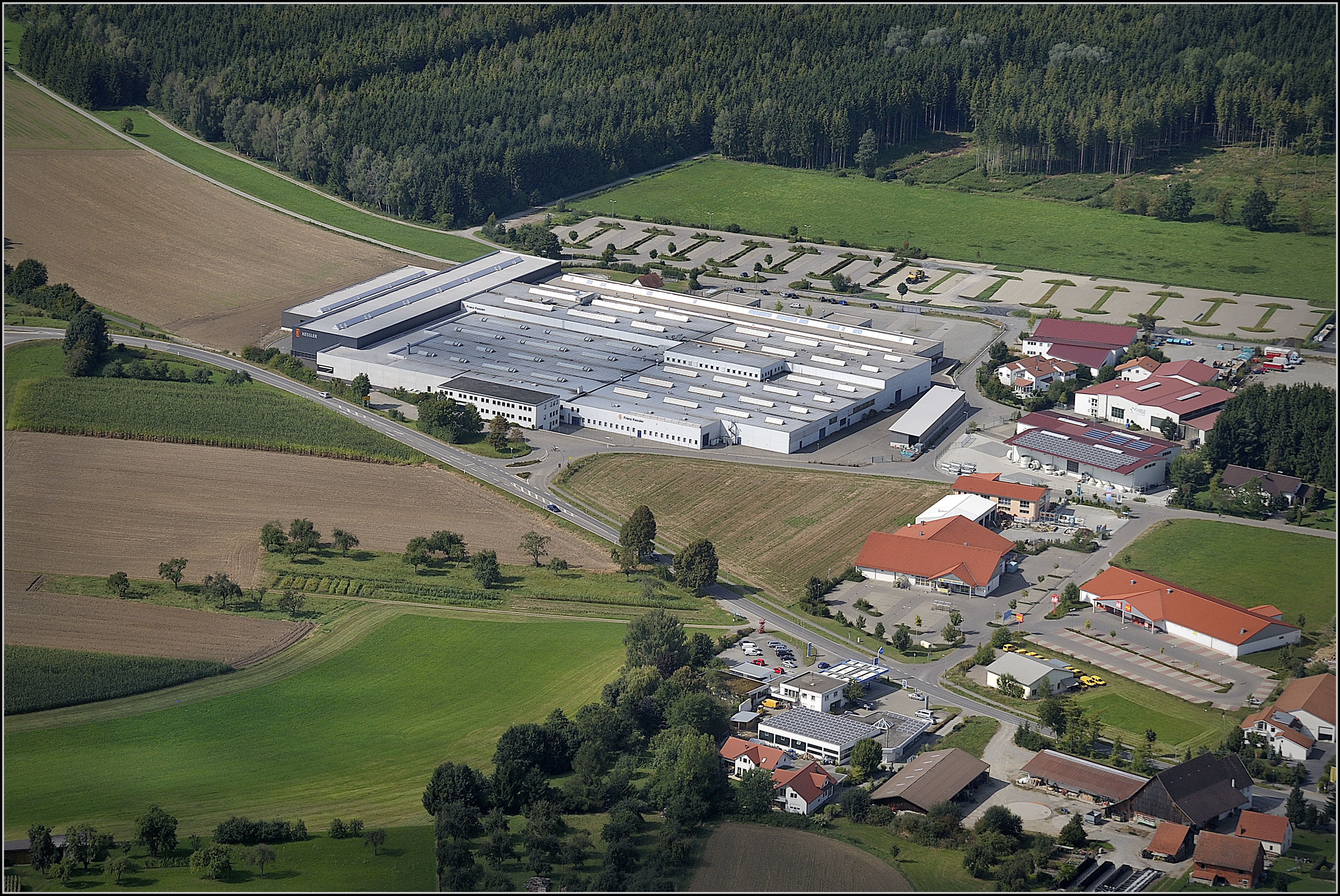
Das inzwischen mehrmals vergrößerte Stammwerk von Franz Kessler im Industriegebiet Bad Buchau. Ganz links ist die letzte Erweiterung zu sehen, das 2009 fertiggestellte Logistikzentrum.

Das mehrmals vergrößerte und zuletzt 2008 um ein Logistikzentrum erweiterte Werk in Bad Buchau bildet heute mit rund 650 Beschäftigten das Stammwerk. Außerdem unterhält die Franz Kessler GmbH ein Werk in Skopje, Nordmazedonien.
Mehr als 50 % der Mitarbeiter sind in Produktion und Montage tätig.

## Produkte
- Motorspindeln
- Asynchrone und synchrone Motoren mit bis zu 120 kW Leistung
- Komplette Rundachseinheiten
- Sonderantriebe
- Drehtische und Fräsköpfe

## Stiftung
Am 10. März 1978 verstarb  Elfriede Petschel, die nach dem Tod ihres Vaters Franz Kessler das Unternehmen weiter geführt hatte. Davor hatte sie testamentarisch die Gründung der Franz Kessler gemeinnützigen Stiftungsgesellschaft verfügt, welcher sie ihren gesamten Nachlass vermachte. Den gemeinnützigen Zweck gab sie mit dem Ziel des Schutzes, der Erziehung und Unterstützung geistig und körperlich behinderter Kinder und junger Menschen in Deutschland vor.

## Auszeichnungen
- 1994: Dr.-Rudolf-Eberle-Innovationspreises des Landes Baden-Württemberg für die Entwicklung einer Motorspindel für den Werkzeug und Formenbau.
- In den Jahren 2001, 2002, 2004, 2008 und 2010 wurde KESSLER von der DMG Mori Seiki AG (vormals Gildemeister) zum Lieferant des Jahres ausgezeichnet.
- 2002: Dr.-Rudolf-Eberle-Innovationspreises des Landes Baden-Württemberg für die Entwicklung einer Motorspindel in Synchrontechnik.